# Babalan (Wedung)
Babalan is een bestuurslaag in het regentschap Demak van de provincie Midden-Java, Indonesië. Babalan telt 5390 inwoners (volkstelling 2010).